# 西本梅村
西本梅村（にしほんめむら）は、京都府船井郡にあった村。現在の南丹市園部町の南西端にあたる。

## 地理
- 山岳：深山
- 峠：天引峠
- 河川：園部川、ノロ川、奥山川、八阪川、本梅川、蛇ヶ谷川、八田川、西埴生川
- 渓谷：瑠璃渓

## 歴史
- 1889年（明治22年）4月1日 - 町村制の施行により、埴生村・天引村・大河内村・法京村・南八田村・殿谷村の区域をもって発足。
- 1955年（昭和30年）4月20日 - 園部町・摩気村と合併し、改めて園部町が発足。同日西本梅村廃止。